# 西中島 (名古屋市)
西中島（にしなかじま）は、愛知県名古屋市中川区にある町名。現行行政地名は西中島一丁目及び西中島二丁目。住居表示未実施。

## 地理
名古屋市中川区の南部に位置し、北東と東に中島新町、西に昭和橋通と東起町、北西に法華、南に港区小碓と接する。

## 歴史

### 沿革
- 1982年（昭和57年）
  - 5月16日 - 中川区中島新町・昭和橋通の各一部により同区西中島一丁目が、中川区昭和橋通・中島新町・東起町の各一部により同区西中島二丁目が、港区小碓町の一部により同区西中島二丁目がそれぞれ成立する[1]。
  - 10月9日 - 港区西中島二丁目を中川区西中島二丁目に統合する[1]。

## 世帯数と人口
2019年（平成31年）2月1日現在の世帯数と人口は以下の通りである。
| 丁目         | 世帯数  | 人口    |
| ------------ | ------- | ------- |
| 西中島一丁目 | 259世帯 | 634人   |
| 西中島二丁目 | 559世帯 | 1,310人 |
| 計           | 818世帯 | 1,944人 |

### 人口の変遷
国勢調査による人口の推移
| 1995年（平成7年）  | 1,708人 | [ WEB 5 ] |  |
| 2000年（平成12年） | 1,823人 | [ WEB 6 ] |  |
| 2005年（平成17年） | 1,993人 | [ WEB 7 ] |  |
| 2010年（平成22年） | 1,900人 | [ WEB 8 ] |  |
| 2015年（平成27年） | 1,819人 | [ WEB 9 ] |  |

## 学区
市立小・中学校に通う場合、学校等は以下の通りとなる。また、公立高等学校に通う場合の学区は以下の通りとなる。
| 丁目         | 番・番地等 | 小学校                 | 中学校               | 高等学校 |
| ------------ | ---------- | ---------------------- | -------------------- | -------- |
| 西中島一丁目 | 全域       | 名古屋市立西中島小学校 | 名古屋市立高杉中学校 | 尾張学区 |
| 西中島二丁目 | 全域       | 名古屋市立西中島小学校 | 名古屋市立高杉中学校 | 尾張学区 |

## 交通
- 国道1号

## 施設
- 名古屋市立西中島小学校
- 越宮公園
- 安住寺

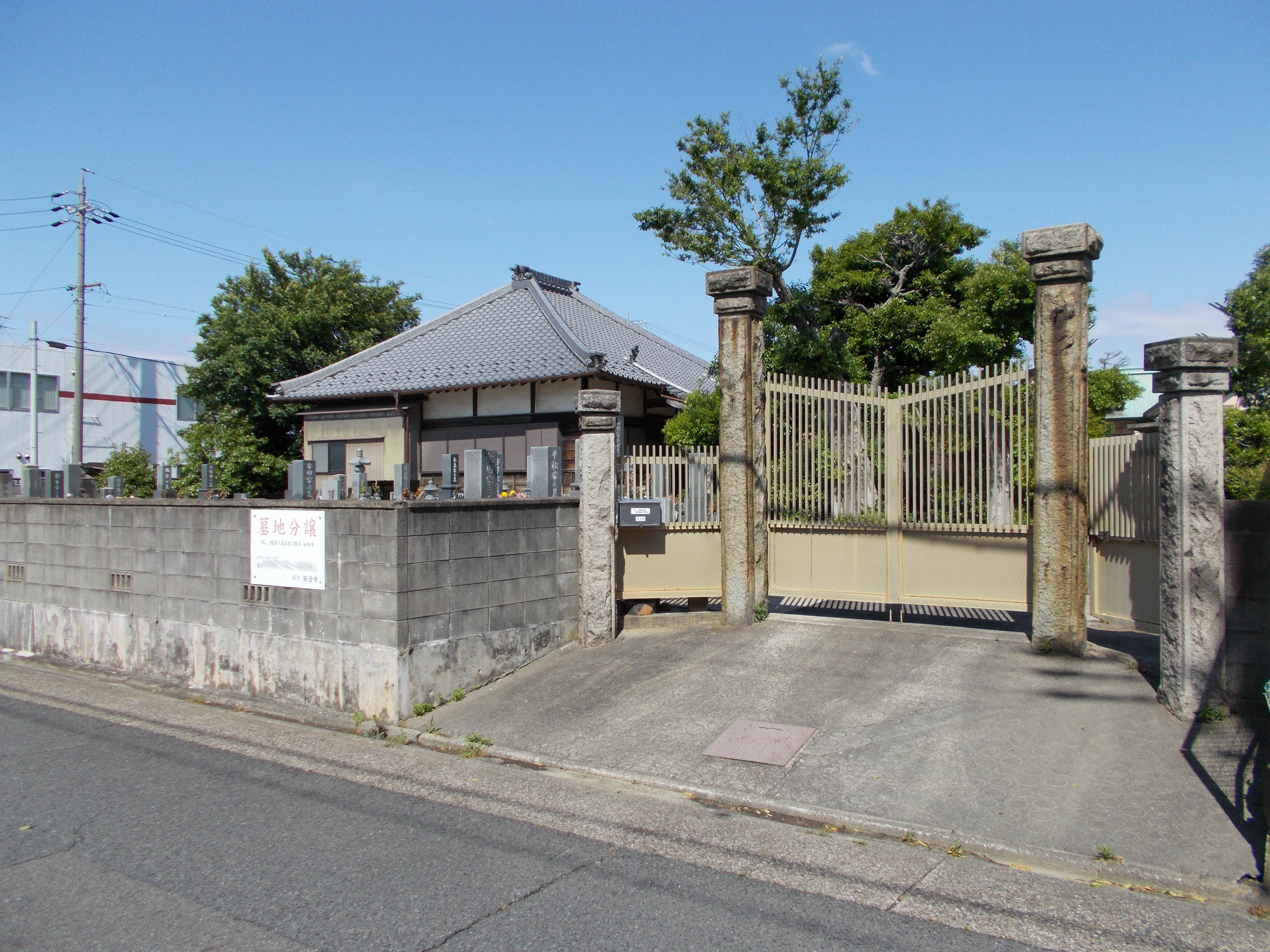
安住寺（2018年5月）

## その他

### 日本郵便
- 郵便番号 : 454-0934[WEB 2]（集配局：中川郵便局[WEB 12]）。

### WEB
1. 1 2  “町・丁目(大字)別、年齢(10歳階級)別公簿人口(全市・区別)”.   名古屋市 (2019年2月20日). 2019年2月20日閲覧。
2. 1 2  “郵便番号”.  日本郵便. 2019年2月10日閲覧。
3. ↑  “市外局番の一覧”.   総務省. 2019年1月6日閲覧。
4. ↑  “中川区の町名一覧”.   名古屋市 (2015年10月21日). 2019年2月13日閲覧。
5. ↑  総務省統計局 (2014年3月28日). “平成7年国勢調査の調査結果(e-Stat) - 男女別人口及び世帯数 －町丁・字等” (CSV). 2019年4月27日閲覧。
6. ↑  総務省統計局 (2014年5月30日). “平成12年国勢調査の調査結果(e-Stat) - 男女別人口及び世帯数 －町丁・字等” (CSV). 2019年4月27日閲覧。
7. ↑  総務省統計局 (2014年6月27日). “平成17年国勢調査の調査結果(e-Stat) - 男女別人口及び世帯数 －町丁・字等” (CSV). 2019年4月27日閲覧。
8. ↑  総務省統計局 (2012年1月20日). “平成22年国勢調査の調査結果(e-Stat) - 男女別人口及び世帯数 －町丁・字等” (CSV). 2019年4月27日閲覧。
9. ↑  総務省統計局 (2017年1月27日). “平成27年国勢調査の調査結果(e-Stat) - 男女別人口及び世帯数 －町丁・字等” (CSV). 2019年4月27日閲覧。
10. ↑  “市立小・中学校の通学区域一覧”.   名古屋市 (2018年11月10日). 2019年1月14日閲覧。
11. ↑  “平成29年度以降の愛知県公立高等学校（全日制課程）入学者選抜における通学区域並びに群及びグループ分け案について”.   愛知県教育委員会 (2015年2月16日). 2019年1月14日閲覧。
12. ↑  郵便番号簿 平成29年度版 - 日本郵便. 2019年02月10日閲覧 (PDF)

### 書籍
1. 1 2  名古屋市計画局 1992, p. 816.